# Ipomoea tenuissima
Ipomoea tenuissima ist eine Pflanzenart aus der Gattung der Prunkwinden (Ipomoea) aus der Familie der Windengewächse (Convolvulaceae). Die Art ist in Florida und den Westindischen Inseln verbreitet.

## Beschreibung
Ipomoea tenuissima ist eine komplett oder nahezu unbehaarte Kletterpflanze. Die Stängel sind sehr schlank, windend und bis zu 1 m lang. Die Laubblätter sind schlank gestielt. Die Blattspreiten sind lanzettlich, pfeilförmig, 2 bis 6,5 cm lang und ganzrandig. Die Spitze ist stumpf oder spitz und stachelspitzig.
Die Blüten stehen einzeln, selten zu zweit, die Blütenstände sind meist kürzer als die Laubblätter, gelegentlich auch länger. Die Tragblätter sind linealisch, 2 mm lang und abfallend. Die Blütenstiele sind 2 bis 6 mm lang. Die Kelchblätter sind langgestreckt-lanzettlich, lang bewimpert, kurz begrannt und 6 bis 7 mm lang.
Die Früchte sind nahezu kugelförmige Kapseln, die Samen sind glatt.

## Verbreitung
Die Art ist in Florida, auf Kuba und Hispaniola verbreitet, wenige Aufsammlungen stammen von Puerto Rico.